# Kyrenia (huyện)

Vị trí huyện Girne ở Bắc Síp.

Kyrenia là một trong 5 huyện của Bắc Síp. Thị trấn chính của nó là Kyrenia (tiếng Hy Lạp: Κερύνεια, tiếng Thổ Nhĩ Kỳ: Girne). Nó là huyện nhỏ nhất của Síp, và là huyện duy nhất do Cộng hòa Bắc Síp Thổ Nhĩ Kỳ kiểm soát, chỉ được Thổ nhĩ Kỳ công nhận.